# Cyrtodactylus chanhomeae
Cyrtodactylus chanhomeae este o specie de șopârle din genul Cyrtodactylus, familia Gekkonidae, ordinul Squamata, descrisă de Bauer, Sumontha și Olivier S.G. Pauwels în anul 2003. Conform Catalogue of Life specia Cyrtodactylus chanhomeae nu are subspecii cunoscute.